# ترز بانی
ترز بانی (انگلیسی: Thérèse Bonney؛ ۱۵ ژوئیه ۱۸۹۴ – ۱۵ ژانویه ۱۹۷۸) یک عکاس و روزنامه‌نگار آمریکایی بود. او بیشتر به خاطر تصاویری که در طول جنگ جهانی دوم در جبهه روسیه و فنلاند گرفت، شناخته شد. تلاش‌های جنگی او باعث شد که در ماه مه ۱۹۴۱ نشان صلیب جنگی و یکی از پنج درجه لژیون افتخار را به‌دست بیاورد. او چندین مقاله عکس منتشر کرد و در ۱۹۴۴ موضوع کمیک واقعی را در فتو-فایتر را به چاپ رساند. 

## زندگی اولیه و تحصیلات
ترز بانی در ۱۵ ژوئیه ۱۸۹۴ در سیراکیوس، نیویورک متولد شد. او مدرک لیسانس هنر را در دانشگاه کالیفرنیا، برکلی در سال ۱۹۱۶ و مدرک فوق لیسانس را در سال بعد از کالج رادکلیف در کمبریج، ماساچوست دریافت کرد. او در پاریس اقامت گزید و از سال ۱۹۱۸ تا ۱۹۱۹ در سوربن تحصیل کرد و پایان‌نامه‌ای در مورد عقاید اخلاقی در تئاتر الکساندر دوما منتشر کرد. او در سال ۱۹۲۱ مدرک دکترا گرفت. بنابراین او جوانترین فرد، چهارمین زن و دهمین آمریکایی از هر دو جنس بود که مدرک را از این موسسه دریافت کرد. او همچنین اولین آمریکایی بود که از دانشگاه سوربن بورسیه دریافت کرد. پس از فارغ التحصیلی، او منابع متعددی از کمک‌های مالی، از جمله بورسیه تحصیلی هوراتیو استبینز و همچنین کمک هزینه بنیاد اوبرلندر یادبود کارل شورتس در سال ۱۹۳۶ را دریافت کرد، که به او اجازه داد تا مشارکت آلمانی‌ها در تاریخ عکاسی را مطالعه کند.

## حرفه
از سال ۱۹۲۵، او به‌طور کامل هنرهای تزئینی فرانسه را از طریق عکاسی مستند کرد. در این زمان، بیشتر عکس‌ها توسط خود بانی گرفته نشده‌اند، بلکه از منابعی مانند مجموعه‌های عکاسان، آژانس‌های عکس، معماران، طراحان، فروشگاه‌ها و مؤسسات مختلف جمع‌آوری شده‌اند.
او در سال ۱۹۳۰ در «نمایشگاه استکهلم» شرکت کرد و عکس‌هایی را در آنجا جمع‌آوری کرد. زمانی که در هلند بود، تصاویری از معماری معاصر هلند جمع آوری کرد. 
بانی پس از یک دهه و نیم فعالیت‌های تبلیغاتی و عکاسی از هنرهای تزئینی و معماری توسط دیگران، خود عکاسی را آغاز کرد و عکاس خبری شد. نگرانی‌های او از ویرانی‌های ناشی از جنگ جهانی دوم، با ارائه تصاویری که از خسارات بر غیرنظامیان متمرکز بود، به آگاه کردن افکار عمومی پرداخت. عکس‌های اولیه او در ابتدا بر روی افراد حاضر در جبهه روسیه و فنلاند متمرکز بود. برای مستندسازی این جمعیت، او نشان رز سفید فنلاند را برای شجاعت دریافت کرد. او همچنین در طول جنگ به اروپای غربی سفر کرد و از کودکان در شرایط وخیم عکس گرفت. مجموعه‌ای از این تصاویر در سال ۱۹۴۰ در موزه هنر مدرن در شهر نیویورک به نمایش درآمد و بعداً در کتاب کودکان اروپا در سال ۱۹۴۳ منتشر شد. فعالیت‌های دیگر شامل خدمت به کمیته بین‌المللی صلیب سرخ فرانسه بود.
بانی در اواخر عمر خود، اموال خود را به آلما مادرش در برکلی، کالیفرنیا، و عکس‌ها و نگاتیوها به تعدادی دیگر از مؤسسات در ایالات متحده و فرانسه اهدا کرد. اسناد و کتابهای دیگر توسط رالف کینگ به دانشگاه سنت بوناونچر اهدا شد. در فرانسه، تقریباً ۳۰۰۰ نگاتیو موجود او بخشی از مجموعه کایس ملی بناهای تاریخی و مکان‌ها (CHMHS) است که قبلاً در پاریس و امروز در سنت کلود نگهداری می‌شود.

## زندگی شخصی
بانی هرگز ازدواج نکرد. او مدعی بود که فرزندی را به فرزندی قبول کرده است، اما از نظر قانونی این کار را نکرد. او در ۱۵ ژانویه ۱۹۷۸ در پاریس درگذشت. 